# فيرناندو كابريتا
فيرناندو دا سيلفا كابريتا (بالبرتغالية: Fernando Cabrita)، من (و.1 مايو 1923- ت. 22 سبتمبر 2014)، لاعب كرة قدم برتغالي سابق، ومدرب كرة قدم برتغالي سابق.
درب منتخب البرتغال لكرة القدم منذ عام 1983 وحتى 1984.

## روابط خارجية
- فيرناندو كابريتا على موقع قاعدة بيانات كرة القدم.إي يو (الإنجليزية)
- فيرناندو كابريتا على موقع ناشيونال فوتبول تيمز (الإنجليزية)
- فيرناندو كابريتا على موقع عالم كرة القدم.نت (الإنجليزية)